# Classic (MKTO)
Classic is een nummer van het Amerikaanse muziekduo MKTO uit 2013. Het is de tweede single van hun titelloze debuutalbum.
"Classic" is een vrolijk nummer waarin de ik-figuur bezingt hoe hij stapelgek is op zijn vriendin. De tekst bevat verwijzingen naar onder andere Michael Jackson (Thriller), Prince (Kiss), Marvin Gaye (Sexual Healing), Beyoncé en Marilyn Monroe. Het nummer werd in diverse landen een hit, met een bescheiden 14e positie in de Amerikaanse Billboard Hot 100. In Nederland reikte het nummer tot de 5e positie in de Tipparade, en in Vlaanderen tot de 9e positie in de Tipparade. Hiermee was de plaat minder succesvol dan voorganger Thank You.

## Tracklijst
- Muziekdownload

1. "Classic" - 2:55